# Balsam
Balsam (latin: ba'lsamum, grekiska: ba'lsamon, ursprungligen semitiskt ord) är en typ av liniment. Det förekommer naturligt som en blandning mellan olika ofta välluktande oljor, och utvinns från träd som är hartsrika. Balsam nämns i Bibeln (Balsam från Gilead) och det spelade en viktig roll som läkemedel för sårbehandling förr.
I vardagligt tal används termen ibland som synonym för "läkedom" eller "tröst".